# اچ‌ام‌ای‌اس تاونزویل (اف‌سی‌پی‌بی ۲۰۵)
اچ‌ام‌ای‌اس تاونزویل (اف‌سی‌پی‌بی ۲۰۵) (به انگلیسی: HMAS Townsville (FCPB 205)) یک کشتی بود که طول آن ۱۳۷٫۶ فوت (۴۱٫۹ متر) بود. این کشتی در سال ۱۹۸۱ ساخته شد.